# サンデル・ボスフケル
サンデル・ボシュケル（Sander Boschker, 1970年10月20日 - ）は、オランダ・ヘルダーラント州出身の元サッカー選手。ポジションはゴールキーパー。ボスフケルとは発音されず、ボスケル、ボシュケルが近い。
エールディヴィジの最多出場記録を保持している。

## 経歴
アヤックスに移籍していた1シーズンを除く全てのシーズンをFCトゥウェンテで過ごしている。アヤックスでは1試合も出場しておらず、オランダの現役選手で1クラブでの最多出場記録を所持している。
オランダ代表とは無縁だったが、マルコ・ファン・バステンによってEURO 2008の暫定メンバーに招集された。しかし2008年5月21日に行われた対ウクライナ戦の後、本選出場メンバーには選出されなかった。
その後ベルト・ファン・マルワイク監督によって、2010FIFAワールドカップの本戦登録メンバーに選ばれ、その直前のガーナ戦で39歳にして代表デビューを飾っている。
2013-14シーズン終了後、43歳になったボスフケルは現役引退を表明した。

## 代表歴

### 出場大会
- オランダ代表
  - 2010 FIFAワールドカップ

### 試合数
- 国際Aマッチ 1試合 0得点（2010年）[1]

| オランダ代表 | 国際Aマッチ | 国際Aマッチ |
| 年           | 出場        | 得点        |
| ------------ | ----------- | ----------- |
| 2010         | 1           | 0           |
| 通算         | 1           | 0           |